# کامرسیال، نیوجرسی
کامرسیال (به انگلیسی: Commercial Township) شهری در ایالت نیوجرسی کشور ایالات متحده آمریکا است که جمعیت آن در سرشماری سال ۲۰۱۰ میلادی، ۵٬۱۷۸ نفر بوده‌است.